# Teoria do Reconhecimento
A Teoria do Reconhecimento é um conceito social filosófico onde o termo “reconhecimento” – traduzido do alemão Anerkennung, que transpõe o sentido de percepção cognitiva – é abordado como uma necessidade de obter respeito nas relações intersubjetivas.
O conceito de reconhecimento originou-se filosoficamente na obra de Hegel, na qual o filósofo alemão caracteriza “reconhecimento” como uma forma de autorreconhecimento e de reconhecimento pelo outro. Esse reconhecimento seria intersubjetivo e  alcançado por meio de lutas. A ideia chave para a Teoria do Reconhecimento é a de relação. É no encontro com o outro as identidades se constroem e que a auto-realização pode ser alcançada. 
Na contemporaneidade, Charles Taylor e Axel Honneth são dois dos principais autores que retomam a definição de “reconhecimento” estabelecida por Hegel e a reformulam, adaptando-a para a realidade social vigente.

## Elaborações

### Charles Taylor
Charles Taylor (5 de novembro de 1931, Montreal) é um filósofo canadense conhecido por seus estudos nas áreas de filosofia social, política e multicosmopolitanismo. Frequentou as universidades McGill (Canadá), de onde é professor emeritus, e Oxford (Reino Unido) e recebeu os prêmios de Templeton (2007), Kyoto (2008), e John W. Kluge (2015) por seus estudos humanistas. 
Taylor destacou-se dentro da Teoria do Reconhecimento juntamente com o alemão Axel Honneth, ambos seguindo a definição de reconhecimento feita por Hegel. Considerado um precursor da ideia, o canadense defende que a luta por reconhecimento teria caráter intersubjetivo, ou seja,  seria construída em cima de um reconhecimento mútuo. A falta desse reconhecimento levaria ao aprisionamento e à redução das identidades, tornando as pessoas inautênticas.
Para o autor, os indivíduos lutam para ter as características que conferem sua autenticidade reconhecidas e o fazem em esferas íntimas e públicas de interação social. Além disso, esse reconhecimento envolve políticas universais e políticas da diferença. Seria através dessas políticas de reconhecimento que seria possível assegurar que indivíduos e povos tenham condições de permanecerem fiéis as suas próprias culturas. Taylor levanta um questionamento, entretanto, sobre essas duas políticas. Enquanto aponta que a primeira pode ser homogeineizante, por desconsiderar as particularidades do povo, também critica a segunda, por apontar seu potencial segregador. 
Charles Taylor defende a existência de políticas públicas que busquem conservar o direito dos povos de continuar autênticos e fiéis às suas identidades. É nesse aspecto que um dialógo se forma entre Charles Taylor e do pensador alemão Jürgen Habermas acerca da necessidade e da viabilidade da aplicação dessas políticas.
Algumas de suas obras principais são "As fontes do self" (2005),  "Imaginários sociais modernos" (2010) e "A Ética da Autenticidade" (2011).

### Axel Honneth
Axel Honneth (18 de julho de 1949, Essen) é um filósofo e sociólogo alemão que é um dos nomes da terceira geração da Teoria Crítica da Escola de Frankfurt. É professor da Universidade de Frankfurt e diretor do Instituto para Pesquisa Social da mesma universidade. Seus estudos sobre reconhecimento tornaram-se bastante relevantes, e o autor aborda o assunto no livro "Luta por reconhecimento: A gramática moral dos conflitos sociais" (1996). 
O autor, em sua obra “Luta por Reconhecimento”, sistematiza o conceito de reconhecimento tomando como base os escritos de Hegel. Honneth vê o reconhecimento como um meio de conceder identidade ao indivíduo, atribuindo à identidade o sentido de liberdade individual e autonomia. Neste processo, a intersubjetividade assume um papel central, pois esta identificação é construída através da interação social.
Segundo Honneth, a identidade do indivíduo é constituída pelo reconhecimento intersubjetivo em três esferas: na esfera do amor, nas relações pessoais com vínculo afetivo; na esfera jurídica-moral, nas relações de direito e autorrespeito; e na esfera da estima social, nas relações de solidariedade. Em oposição a estas três esferas de reconhecimento, existem três maneiras de não-reconhecimento, são elas a violação, a privação de direitos e a degradação. A negação dessas esferas levariam a uma indignação moral crescente. Para Honneth, a falta ou a negação de reconhecimento gera conflitos sociais que vão além do conceito marxista de luta de classes e abrangem aspectos sociais mais amplos.
Tomando como base os paradigmas estabelecidos por Hegel e Mead, Honneth vê o reconhecimento como um meio para a emancipação, pois a busca pelo reconhecimento estimula a crítica social, motivando as ações coletivas e as transformações sociais. Para o autor, seria através da indignação proveniente da negação do reconhecimento que teriam inicio as lutas sociais, e seria através dessas lutas que a sociedade iria passar por evoluções morais.  

## Críticas
A centralidade da identidade e da auto-realização na Teoria do Reconhecimento é criticada por outros teóricos. Nancy Fraser opõe-se a esse paradigma identitário. Para ela, a perspectiva de Honneth e Taylor careceria de um critério que se sobrepusesse aos anseios dos sujeitos para realizarem seus desejos: afinal, se a questão é garantir a auto-realização, qualquer reivindicação poderia ser defendida. Por exemplo, a concretização dos anseios extremistas, neonazistas e terroristas seriam legítimos para sua auto-realização. 
Já para outro pensador, Patchen Markell, o ideal de reconhecimento se aproxima perigosamente de uma busca por autoconhecimento. Neste caso, o problema seria a aspiração por soberania. Ele, em consonância com Sófocles, lembra que o desejo de autossuficiência pode conduzir à tirania. A busca por soberania acabaria gerando subordinação social à medida que encontra nos privilégios a sua raiz. Ele também ressalta que as identidades não podem ser valorizadas já que elas são construídas na ação, sendo moldadas e resignificadas inesperadamente. Para o pesquisador, mais do que valorizar grupos oprimidos, é preciso desconstruir as estruturas sociais que reforçam os privilégios de certos grupos. 

## Pesquisa em Comunicação
Sob a influência dos estudos da Teoria crítica, a Comunicação deixou de ser vista apenas como uma ferramenta na manutenção do controle social e passou a ser considerada um possível exercício de crítica a esse controle, tendo a capacidade de auxiliar na transformação da sociedade.  
A obra de Honneth permitiu a criação de uma agenda de pesquisa sobre as formas com que os indivíduos marginalizados interagem com os materiais da comunicação de massa e com as plataformas midiáticas, tentando analisar como as lutas por reconhecimento podem se dar em tais contextos. Essas interações poderiam ser observadas a partir de três linhas de pesquisa:
- Representação mediada – direciona a atenção para os produtos dos mass media, em especial, a representação de indivíduos e grupos em condições de reconhecimento distorcido ou parcial (preconceitos e estereótipos, respectivamente);

- As interações sociais e culturais – modos pelos quais as pessoas interagem com as produções da grande mídia (imagens, discursos, ideias). Essa categoria engloba as conversações, os debates e outros produtos originados a partir dessas interações.

- Atividades nas plataformas digitais (Internet) – onde as pessoas se tornam produtoras e distribuidoras de conteúdo para diversos públicos. Esse espaço propicia a participação da população em diferentes ambientes discursivos; promoção de ações coletivas, protestos e mobilizações, de forma a incentivar a participação da sociedade em processos de decisão.

Dessa maneira, os pesquisadores que se propõem a estudar os media, podem avaliar a forma como esses meios influenciam os indivíduos. Por um lado, na constituição de uma noção de identidade, quando os sujeitos usam essas representações para se verem e formarem uma avaliação de si mesmos, com base nas reações das outras pessoas. E por outro lado, na constituição de “modelos mentais”, com base nas representações feitas dos “outros”. Estas representações podem ser apreendidas a partir da noção de outro generalizado, de George Herbert Mead.  
Outro importante viés de estudo é a análise de como alguns grupos apreendem os discursos formados pela grande mídia e, a partir deles, se engajam em lutas por reconhecimento. Nesse sentido, a Internet é uma importante ferramenta, que possibilita a expressão e aumenta o alcance de pessoas que não seriam reconhecidas em outros ambientes.